# 三重県立四日市商業高等学校
三重県立四日市商業高等学校（みえけんりつ よっかいちしょうぎょう こうとうがっこう）は三重県四日市市尾平町に所在する公立の商業高等学校。

## 概要
通称、『泗商』（ししょう）と呼ばれる。四商と書くことが多いが、学校側では泗商と表記している。これは『泗水』に関連していると思われる。1961年（昭和36年）竣工の本館は、関西モダニズム建築界を牽引した富家宏泰が設計を担当した。

## 校風

### 学校の特徴
運動部が活発であることや職業系高等学校ということもあり、学区は全県下から生徒が通っている。商業科の定員が1学年200人、情報処理科の定員は1学年40人。かつては商業科315人、情報処理科90人という時代もあった。商業高校という性質上、男子生徒が極端に少なく現在の割合は5%ほどである。
職業高校という性質上挨拶を励行しており、来客として訪れると移動教室など生徒の通行の多い時に廊下を歩くと挨拶の嵐に見舞われる。加えて厳しい校則があり毎月頭髪・服装検査がある。粗漏があれば処罰される。アルバイトは原則として長期休暇中のみ届けを出して許可される。
基本的に部活動が活発だが「文武両道」を基本としていたため、私立学校と違い資格試験に合格しないと進級できない危険性もあった。
国家資格の基本情報技術者試験（FE）の午前科目免除制度の認定校となっている。

### 制服
2023年から制服が変更され、男女とも茶色のブレザー(ネクタイまたはリボン)にズボンまたはスカート(ジェンダーフリーに対応し、男女の指定はない)となる。夏服はポロシャツ。以前女子はボレロとジャンパースカートの組み合わせといった、伝統の茶色の制服。ブラウスにはリボンがついている。夏服は半袖のベージュのリボンタイ一体型（リボンタイには茶色の2本線）のブラウスに茶色のプリーツスカート、冬服は長袖の同じくベージュのリボンタイ一体型のブラウスに茶色のボタン型カフスにプリーツのジャンパースカート、ボレロ形のジャケット。
男子は普通の学生服タイプ。かつては学習院高等科のようにファスナーのような学生服だったが、1990年ごろに何の変哲もない学生服に変わった。

## 沿革
- 1896年（明治29年）- 第2代四日市市長の井島茂作などによって設立された四日市商業高校（私立）が四日市町の南町に於いて開校する。町立四日市商業学校が 四日市町の浜一色に於いて開校する。
- 1897年（明治30年 - 市立四日市商業学校（市政実施）となる。
- 1904年（明治37年）- 三重県立四日市商業学校（県立として移管）となる。
- 1908年（明治41年） - 浜一色校舎が新築落成をする。校章を制定する。
- 1929年（昭和4年）- 校歌を制定する。作詞：三谷為三（本校教諭）・作曲中山晋平。
- 1944年（昭和19年）- 運動場16,922平方米を拡張（同窓会寄付）する。
- 1945年（昭和20年）- 戦火により校舎が焼失する。
- 1946年（昭和21年）- 塩浜元海軍燃料廠庁舎跡へ移転をする。
- 1948年（昭和23年）- 三重県四日市実業高等学校（学制改革）となる。浜田へ移転をする。定時制を設置する。
- 1949年（昭和24年） - 三重県四日市高等学校（総合制実施）となる。全日制富田校舎へ移転をする。
- 1950年（昭和25年） - 三重県四日市商業高等学校（県立の単独商業高校）となる。塩浜校舎へ復帰する。全日制に貿易科を併置する。定時制に商業科、普通科を設置する。
- 1955年（昭和30年）- 三重県立四日市商業高等学校と改称をする。
- 1960年（昭和35年） - 四日市市尾平町に校舎移転予定地の51,572平方米（財団法人泗商学園会より寄付）を受ける。
- 1961年（昭和36年） - 全日制貿易科を廃止する。
- 1963年（昭和38年） - 四日市市尾平町永代寺に新校舎竣工により全日制を移転する。本館，体育館の竣工式を挙行する。
- 1967年（昭和42年） - 定時制課程は三重県立四日市北高等学校として独立をする。文部省高等学校教育課程の研究指定校（2年間）となる。
- 1969年（昭和44年）- 武道館を竣工する。
- 1972年（昭和47年） - 特別教室棟（第一期分）の1,035平方米を竣工する。情報処理科を設置する。
- 1973年（昭和48年） - 特別教室棟（第二期分）の1,828平方米を竣工する。
- 1975年（昭和50年）- 運動部室の184平方米を竣工する。
- 1979年（昭和54年）- 文部省高等学校教育課程の研究指定校（2年間）となる。
- 1986年（昭和61年）- 県教育功労者の表彰（団体）を受賞する。
- 1987年（昭和62年） - 至誠鐘と至誠塔を復元する。
- 1989年（平成元年） - 財団法人泗商学園より体育館敷地として4,393平方米の寄付する。
- 1990年（平成2年） - 新体育館を竣工する。
- 1993年（平成5年）- 国際関係科を設置する。
- 1995年（平成7年） - トレーニング場を竣工する。パソコンLANシステムを完成する。
- 1999年（平成11年） - 特別棟の耐震工事をする。総合実践実習システムを設置する。
- 2005年（平成17年） - 管理棟の耐震工事をする。
- 2008年（平成20年） - 国際関係科の閉科式をする。

## 教育組織
商業科 A - E組（定員200人）
1年次は簿記、情報、英語、商業流通をまんべんなく学び、2年次になると、簿記を中心に履修する会計ビジネスコース、情報処理を中心に履修する情報ビジネスコース、マーケティングを中心に履修する流通ビジネスコースから選択し、専門的な知識を深め、3年次にはまた2年次とは違ったコースを選択できる。
情報マネジメント科 F組（定員40人）
情報処理を中心とする授業が多く、国家試験の取得も出来る。こちらも2年次に簿記を中心に履修し、日商簿記検定2級合格を目指す情報マネジメントコースと、情報処理分野に特化して履修するし、基本情報技術者試験合格を目指す情報システムコース、簿記も情報処理の資格も取得できITパスポート試験合格を目指す情報アドミニコースに分かれており、自分にあったコースを選択できる。
学年を重ねるごとにPCルームでの授業時間が多くなる。
国際関係科 H組（定員40人）：2005年度・募集停止
英語の授業を中心とした学科編成。近隣の学校（四日市市・三重郡）からは部活動に入らない者でも推薦入学者が認められているが、桑名地区・鈴鹿以南の生徒には基本的に学区外（もっと近くに同じく商業系学校が存在するため）の生徒は受験に若干ハンデを持つことになった。

## 教育目標
- 校訓 「 至誠 」
- 教育基本法の明示する教育の永遠性を把握し、学校教育法に基き本校設立の本旨とその使命に鑑み、特に下記の諸点を廉備する人材の育成を期する。
  - 1. 責任の完遂に全精魂を打込む誠意の人
  - 1. 堅実で勤労に精進する努力の人
  - 1. 真理と社会正義に生き抜く信念の人

## 学校行事

### 体育祭
体育祭は1日間。

### 文化祭
文化祭は3日間行われ、一般公開はしていない。

#### 1日目・2日目
1日目・2日目には校内体育館にて、舞台発表が行われる。ギターマンドリン部や、吹奏楽部、軽音楽部、演劇部、バトン部、放送部などの発表や、クラス発表がおこなわれる。

#### お笑いライブ
2日目には、お笑い芸人によるライブが行われており、過去には下記の芸人が来ている。
- 2005年：流れ星・パッション屋良・星野卓也
- 2006年：東京03・どーよ・髭男爵
- 2007年：小梅太夫・響・ウメ
- 2008年：ぼれろ・らくらんぼブービー・タイムマシーン3号
- 2009年：COWCOW・もう中学生・2700
- 2010年：ジョイマン・楽しんご・チーモンチョーチュウ・サムタイムズ
- 2011年：COWCOW・オレンジ・オモロー山下・サムタイムズ
- 2012年：不明
- 2013年：2丁拳銃・ものいい・トラッシュスター・はんにゃ
- 2014年：バイク川崎バイク・カツラギ・井下好井・デッカちゃん

#### 3日目
3日目は、校内中庭を中心に模擬店や、教室での企画・展示が行われる。また、体育館では有志による舞台発表も行われている。

## 生徒会活動・部活動
ギターマンドリン部や硬式テニス部、陸上部、バスケットボール部、バトン部、ワープロ部、簿記部、ITC部、珠算・電卓部など多くの部活動が全国、東海大会に出場している。

### 運動部
- 野球部
- ソフトボール部
- 陸上競技部
- 硬式テニス部
- ソフトテニス部
- バスケットボール部
- バレーボール部
- バドミントン部
- ハンドボール部
- 卓球部
- 空手道部
- 水泳部

◦柔道部

### 文化部
- ギターマンドリン部
- 吹奏楽部
- バトン部
- 簿記部
- 珠算・電卓部
- ワープロ部
- ITC部
- 書道部
- 華道部
- ハンドメイド部
- 英語インターアクト部
- 写真部
- 演劇部
- 美術部
- 漫画研究部
- 放送部
- 軽音楽部

### 同好会
- 文芸同好会
- 人権サークル

## 通学手段など
- 近鉄名古屋線・湯の山線・四日市あすなろう鉄道内部線 近鉄四日市駅西口より三重交通バス1番乗り場、41系統三重団地行きで「四商前」停留所下車、徒歩で約1分。ただし、学校前の道路は、急な坂道となっている。
- 近鉄湯の山線 伊勢松本駅より徒歩で約25分。

## 出身著名人

### 実業家
- 井島茂作（前身の三重県立四日市商業学校の設立者）
- 五島慶太（教諭として赴任、のちに実業家に転進）
- 平田佐十郎（平田紡績3代目当主）
- 平田佐貞（大日本帝国陸軍軍人、俳人）
- 宗村佐信（平田紡績社長、暁学園創設者）
- 岡田惣一郎（岡田屋→ジャスコとなった四日市岡田家の6代目当主）

### 文化人
- 藤本幸太郎（一橋大学名誉教授、元日本統計学会長、日本初商学博士）
- 平田佐貞（大日本帝国陸軍軍人、俳人）

### スポーツ選手
- 小林阿古（バスケットボール選手）
- 伊藤四郎（元プロ野球選手）
- 園田奈緒（バスケットボール選手）
- 北川愛理（バスケットボール選手）